# SK Tallinna Sport
SK Tallinna Sport is een Estse voetbalclub uit de hoofdstad Tallinn. De club werd opgericht in 1912 en werd negen keer landskampioen tussen 1921 en 1933. In 1938 won de club ook nog eens de Beker van Estland. Nadat Estland werd opgeslokt door de Sovjet-Unie verdween de club. In 2003 werd de club heropgericht. Begin 2008 werd de club opnieuw opgedoekt.

## Erelijst
- Landskampioen (9)

1921, 1922, 1924, 1925, 1927, 1929, 1931, 1932, 1933
- Beker van Estland (1)

1938

## Bekende (oud-)spelers
- Eduard Ellman-Eelma
- Urmas Hepner
- Marek Lemsalu
- Indro Olumets
- Heinrich Paal
- Bernhard Rein
- Otto Silber
- Oskar Üpraus